# ITF Stuttgart
Das ITF Stuttgart (offiziell: Internationale Württembergische Damen-Tennis-Meisterschaften um den Stuttgarter Stadtpokal) ist ein Tennisturnier des ITF Women’s Circuit, das in Vaihingen, einem Stadtbezirk von Stuttgart ausgetragen wird.

## Siegerliste

### Einzel
| Jahr                                      | Siegerin             | Finalgegnerin          | Ergebnis       |
| ----------------------------------------- | -------------------- | ---------------------- | -------------- |
| ↓ Kategorie: $25.000 ↓                    |                      |                        |                |
| 1985                                      | Claudia Porwik       | Elke Renz              | 6:2, 6:2       |
| 1986                                      | Christina Singer     | Hana Fukárková         | 1:6, 6:1, 6:3  |
| 1987                                      | Denisa Krajčovičová  | Michaela Kriebel       | 6:4, 4:6, 7:5  |
| 1988                                      | Amanda Coetzer       | Andrea Betzner         | 6:2, 6:3       |
| 1989                                      | Isabel Cueto         | Silke Frankl           | 6:1, 6:1       |
| 1990                                      | Elena Pampoulova     | Denisa Krajčovičová    | 6:3, 6:3       |
| 1991                                      | Silke Frankl         | Katja Oeljeklaus       | 6:0, 7:5       |
| 1992                                      | Joannette Kruger     | Ljubomira Batschewa    | 6:1, 6:0       |
| 1993                                      | Sandra Dopfer        | Federica Bonsignori    | 6:1, 6:0       |
| 1994                                      | Tatjana Ječmenica    | Svetlana Komleva       | 6:3, 7:6       |
| 1995                                      | Lenka Cenková        | Julia Jehs             | 6:4, 6:1       |
| 1996                                      | Sandra Klösel        | Sofia Prazeres         | 2:6, 7:6, 6:3  |
| 1997                                      | Ana Alcázar          | Sandra Klösel          | 6:3, 6:4       |
| 1998                                      | Ľudmila Cervanová    | Sandra Klösel          | 6:2, 7:5       |
| 1999                                      | Li Fang              | Patricia Wartusch      | 6:4, 7:6       |
| 2000                                      | Miriam Schnitzer     | Mia Buric              | 6:3, 6:4       |
| 2001                                      | Vanessa Krauth       | Gabriela Voleková      | 6:1, 6:3       |
| 2002                                      | Claudine Schaul      | Stephanie Gehrlein     | 6:3, 3:6, 6:4  |
| 2003                                      | Mervana Jugić-Salkić | Nuria Llagostera Vives | 6:3, 6:0       |
| 2004                                      | Martina Müller       | Nathalie Vierin        | 6:2, 7:5       |
| 2005                                      | Vanessa Henke        | Kyra Nagy              | 6:2, 0:6, 6:4  |
| 2006                                      | Jewhenija Sawranska  | Monica Niculescu       | 7:64, 7:5      |
| 2007                                      | Stephanie Gehrlein   | Carmen Klaschka        | 6:3, 7:67      |
| 2008                                      | Stephanie Gehrlein   | Jewhenija Sawranska    | 6:0, 6:2       |
| 2009                                      | Sarina Dijas         | Katalin Marosi         | 6:1, 6:2       |
| 2010                                      | Mandy Minella        | Elise Tamaela          | 6:4, 6:2       |
| 2011                                      | Tímea Babos          | Korina Perkovic        | 1:6, 6:2, 6:3  |
| 2012                                      | Kateryna Koslowa     | Florencia Molinero     | 3:6, 7:5, 6:4  |
| 2013                                      | Laura Siegemund      | Viktorija Golubic      | 6:3, 3:6, 7:64 |
| 2014                                      | Mariana Duque Mariño | Carina Witthöft        | 5:7, 6:2, 6:2  |
| 2015                                      | Risa Ozaki           | Romina Oprandi         | 6:4, 7:5       |
| 2016                                      | Lina Gjorcheska      | Dalila Jakupović       | 6:2, 3:6, 6:4  |
| 2017                                      | Bernarda Pera        | Anna Zaja              | 6:4, 6:4       |
| 2018                                      | Mandy Minella        | Anna Zaja              | 6:4, 4:6, 6:1  |
| 2019                                      | Georgia Crăciun      | Wolha Hawarzowa        | 6:2, 6:3       |
| 2020 und 2021 ist das Turnier ausgefallen |                      |                        |                |
| 2022                                      | Katharina Hobgarski  | Sinja Kraus            | 7:5, 6:2       |
| 2023                                      | Ella Seidel          | Julia Middendorf       | 6:3, 6:1       |
| ↓ Kategorie: W35 ↓                        |                      |                        |                |
| 2024                                      | Ella Seidel          | Cristina Dinu          | 6:4, 6:3       |
| 2025                                      | Nikola Bartůňková    | Emily Seibold          | 6:4, 7:62      |

### Doppel
| Jahr                                           | Siegerinnen                              | Finalgegnerinnen                         | Ergebnis           |
| ---------------------------------------------- | ---------------------------------------- | ---------------------------------------- | ------------------ |
| ↓ Kategorie: $25.000 ↓                         |                                          |                                          |                    |
| 1985                                           | Claudia Porwik Heidi Eisterlehner        | Kiki Reuter Anke Marchl                  | 6:4, 4:6, 6:3      |
| 1986                                           | Hana Fukárková Iwona Kuczyńska           | Anneli Björk Sarah Sullivan              | 7:5, 6:0           |
| 1987                                           | Virginie Paquet Julie Halard             | Hana Fukárková Denisa Krajčovičová       | 6:4, 6:3           |
| 1988                                           | Amanda Coetzer Linda Barnard             | Ei Iida Maya Kidowaki                    | 3:6, 6:3, 6:4      |
| 1989                                           | Réka Szikszay Anouschka Popp             | Luciana Tella Andrea Tiezzi              | 7:5, 6:4           |
| 1990                                           | Kerry-Anne Guse Danielle Jones           | Ivana Jankovská Eva Melicharová          | 6:4, 6:7, 6:3      |
| 1991                                           | Lisa Seemann Heidi Sprung                | Patricia Miller Henrike Kadzidroga       | 7:6, 6:1           |
| 1992                                           | Pavlína Rajzlová Eva Martincová          | Elena Pampoulova Joannette Kruger        | 6:4, 6:0           |
| 1993                                           | Eva Martincová Sylvia Štefková           | Denisa Szabová Katarína Studeníková      | 6:1, Aufgabe       |
| 1994                                           | Maaike Koutstaal Lara Bitter             | Nicole Pratt Kirrily Sharpe              | 6:1, 6:2           |
| 1995                                           | Henrieta Nagyová Radka Zrubáková         | Tatjana Ječmenica Olena Tatarkowa        | 6:3, 7:6           |
| Das Finale 1996 wurde wegen Regen abgebrochen. |                                          |                                          |                    |
| 1997                                           | Seda Noorlander Nirupama Vaidyanathan    | Maria-Fernanda Landa Marlene Weingärtner | 6:3, 6:1           |
| 1998                                           | Laurence Courtois Maja Murić             | Julia Abe Lubomira Bacheva               | 6:1, 6:4           |
| 1999                                           | Patricia Wartusch Jasmin Wöhr            | Radka Pelikánová Ludmila Richterová      | 6:1, 7:6           |
| 2000                                           | Virag Csurgo Eva Martincová              | Andrea Glass Jasmin Wöhr                 | 6:2, 2:6, 6:4      |
| 2001                                           | Dája Bedáňová Eva Martincová             | Gréta Arn Amanda Grahame                 | 0:6, 6:3, 6:3      |
| 2002                                           | Barbara Schwartz Jasmin Wöhr             | Darja Kustawa Petrea Rampre              | 5:7, 6:4, 7:64     |
| 2003                                           | Antonia Matic Angelika Roesch            | Maria Geznenge Dragana Zarić             | 6:1, 7:62          |
| 2004                                           | Vanessa Henke Anouska van Exel           | Darija Jurak Marija Korytzewa            | 6:4, 7:5           |
| 2005                                           | Julija Bejhelsymer Vanessa Henke         | Kristina Barrois Kathrin Wörle           | 7:65, 6:1          |
| 2006                                           | Monica Niculescu Renata Voráčová         | Eva Fislová Stanislava Hrozenská         | 6:2, 6:74, 7:5     |
| 2007                                           | Kazjaryna Dsehalewitsch Yanina Wickmayer | Darija Jurak Carmen Klaschka             | 6:3, 6:2           |
| 2008                                           | Kristina Barrois Laura Siegemund         | Katalin Marosi Marina Tavares            | 6:3, 6:4           |
| 2009                                           | Katalin Marosi Laura Siegemund           | Leonie Mekel Kathrin Wörle               | 7:62, 6:76, [10:4] |
| 2010                                           | Mandy Minella Irena Pavlovic             | Magdalena Kiszczyńska Erika Sema         | 6:3, 6:4           |
| 2011                                           | Darija Jurak Anais Laurendon             | Hana Birnerova Stephanie Vogt            | 4:6, 6:1, [10:0]   |
| 2012                                           | Sandra Klemenschits Tatjana Malek        | Lenka Jurikova Zuzana Luknárová          | 6:3, 6:2           |
| 2013                                           | Kristina Barrois Laura Siegemund         | Stephanie Vogt Sandra Zaniewska          | 7:61, 6:4          |
| 2014                                           | Viktorija Golubic Laura Siegemund        | Lesley Kerkhove Arantxa Rus              | 6:3, 6:3           |
| 2015                                           | Marija Marfutina Iryna Schymanowitsch    | Lenka Kunčíková Karolína Stuchlá         | 6:2, 4:6, [10:8]   |
| 2016                                           | Lina Gjorcheska Florencia Molinero       | Aminat Kuschchowa Diana Šumová           | 1:6, 6:1, [10:7]   |
| 2017                                           | Ksenija Bekker Raluca Georgiana Șerban   | Laura Schaeder Anna Zaja                 | 6:3, 5:7, [10:7]   |
| 2018                                           | Irina Fetecău Aymet Uzcátegui            | Anita Husarić Tammi Patterson            | 6:2, 3:6, [10:4]   |
| 2019                                           | Alena Fomina Vivien Juhászová            | Tamara Čurović Chiara Scholl             | 2:6, 6:2, [14:12]  |
| 2020 und 2021 ist das Turnier ausgefallen      |                                          |                                          |                    |
| 2022                                           | Ángela Fita Boluda Emily Seibold         | Weronika Falkowska Anna Sisková          | 6:4, 7:65          |
| 2023                                           | Mana Kawamura Yūki Naitō                 | Denisa Hindová Karolína Kubáňová         | 6:2, 6:74, [10:7]  |
| ↓ Kategorie: W35 ↓                             |                                          |                                          |                    |
| 2024                                           | Cristina Dinu Nika Radišić               | Jasmijn Gimbrère Stéphanie Visscher      | 3:6, 6:4, [10:4]   |
| 2025                                           | Martha Matoula Radka Zelníčková          | Chelsea Fontenel Alewtina Ibragimowa     | 7:65, 7:5          |

## Quelle
- ITF Homepage